# Maja Witting
Maja Witting född 1923 i Mariestad, död 2016 i Linköping, var en svensk lektor i specialpedagogik vid Institutionen för lärarutbildning i Uppsala, med ansvar för läs- och skrivområdet 1978–1989. Maja Witting utvecklade "Wittingmetoden" en läs- och skrivinlärningsmetod.

## Biografi
Witting fick sin särskollärarutbildning vid Slagstaseminariet 1942–1944. Hon arbetade på särskolorna Johannesberg i Mariestad, Sofienlund i Strömsholm och Rickomberga i Uppsala.
År 1965 avlade Maja Witting en licentiatexamen i pedagogik i Uppsala, via en fil kand i pedagogik, psykologi och sociologi. 
År 1969 ingick hon i Skolöverstyrelsens arbetsgrupp för LL-böcker.
Harald Eklund och Maja Witting engagerade sig i det svenska glasets historia och skrev bland annat boken "Det tidiga graalglaset" tillsammans 2012, utgiven av Kulturparken Småland och Sveriges Glasmuseum.
Maja Witting var gift med docent Claes Witting 1946–1964 och med Harald Eklund, docent i pedagogik, 1985-2015.

## Utmärkelser
År 1990 fick Maja Witting Uppsala kommuns förtjänstmedalj för sina "framstående pedagogiska insatser för att lära utvecklingsstörda barn att läsa och för ett omfattande och engagerat arbete för dem med lässvårigheter i skolan."
På Läskunnighetens dag hösten 1990 fick Maja Witting ta emot SCIRA:s (Swedish Council of the International Reading Association) hedersdiplom